# Manoir de la Caillerie
Le manoir de la Caillerie est une demeure, du XVIIe siècle, qui se dresse sur le territoire de la commune française de Bayeux dans le département du Calvados, en région Normandie.
L'édifice est inscrit au titre des monuments historiques.

## Localisation
Le manoir est situé au no 56 rue Saint-Patrice à l'ouest de l'agglomération de Bayeux, dans le département français du Calvados.

## Historique
Le manoir est daté de 1647.

## Description
Son portail s'apparente aux portails des manoirs de Douville à Mandeville-en-Bessin et de celui de la ferme-manoir de Longeau à Crouay.

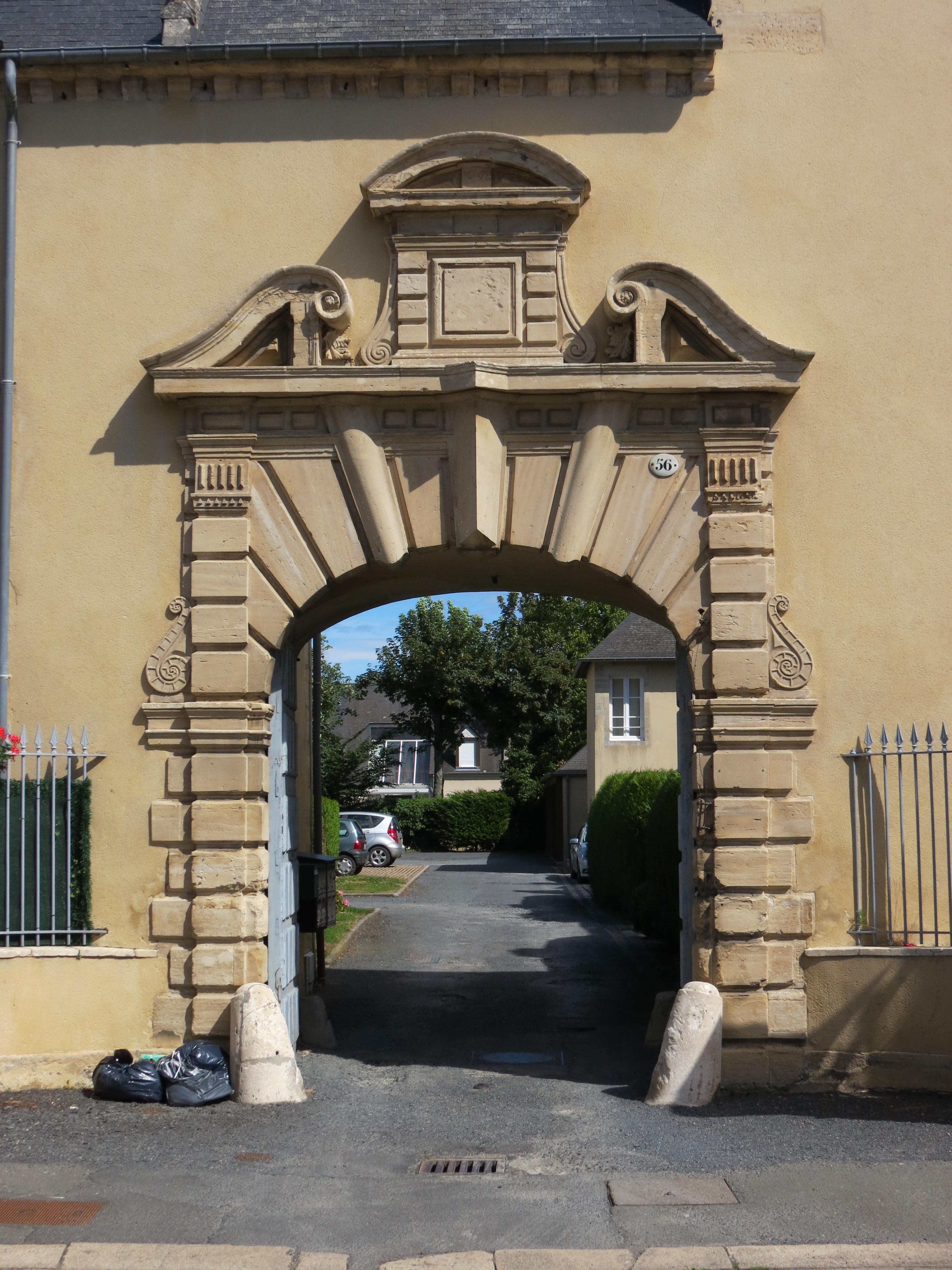
Le portail d'entrée.
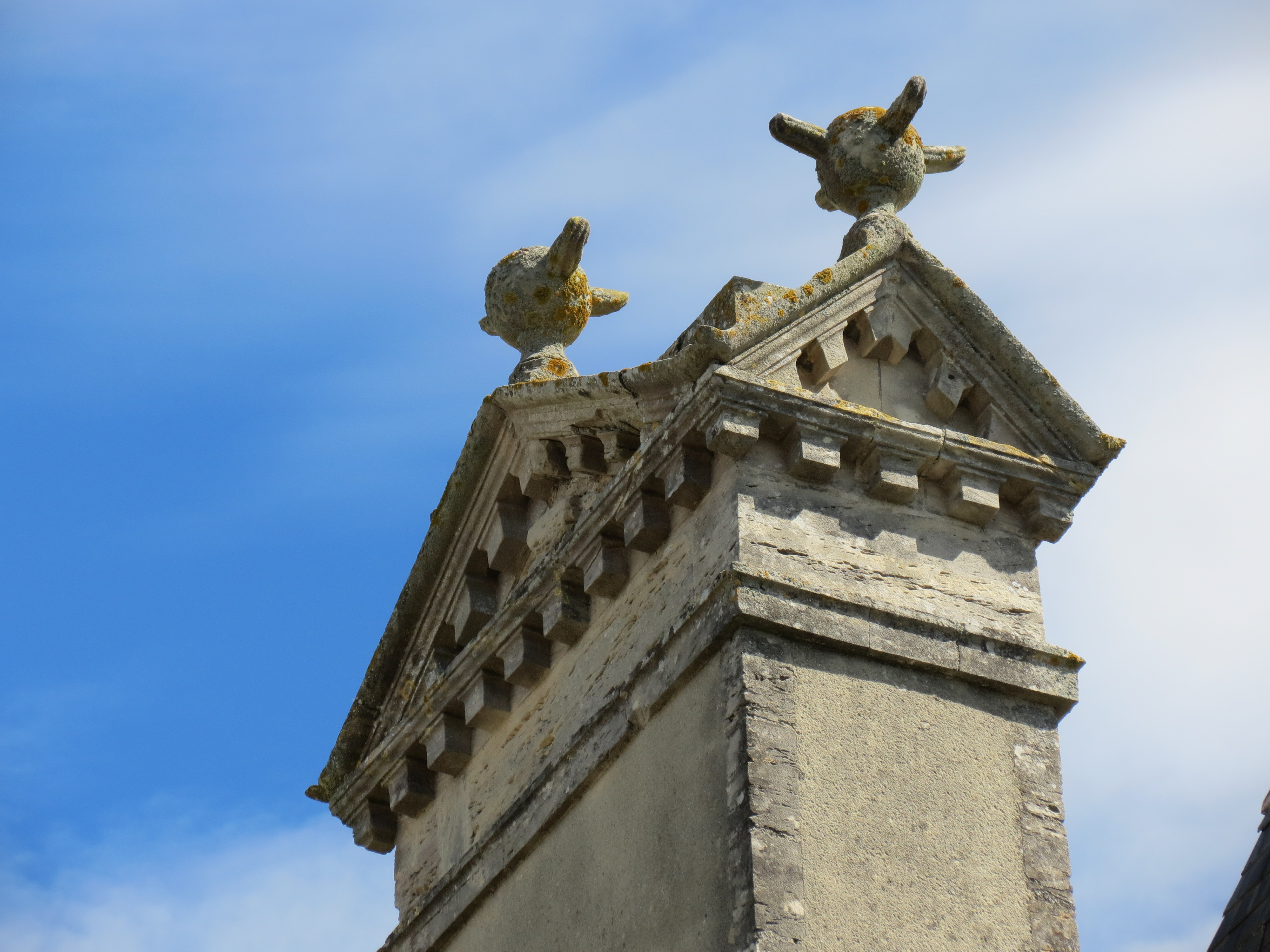
Une cheminée.
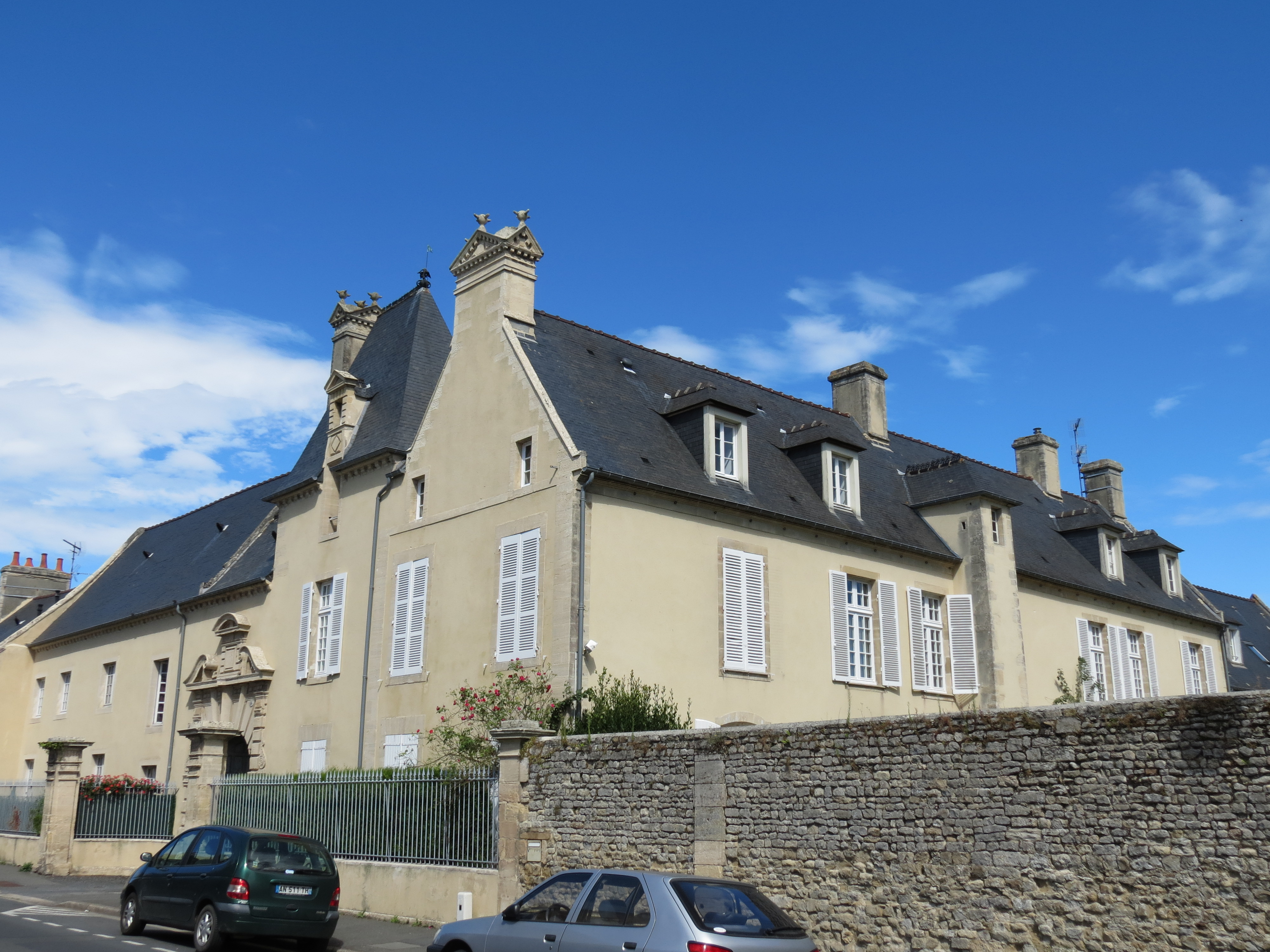
Vue sud-est.

## Protection
Le manoir est inscrit au titre des monuments historiques par arrêté du 10 novembre 1928.